# 愛快羅密歐朱麗葉
阿尔法·罗密欧Giulia是意大利汽车制造商阿尔法·罗密欧生产的中型豪华车。内部代号Type 952，于2015年6月发布，2016年2月正式上市，这是阿尔法·罗密欧自2011年159停产后推出的首款三厢轿车。Giulia也是阿尔法·罗密欧二十多年来首款采用纵置后轮驱动平台的量产车型，上款后驱车型是1992年停产的75。Giulia在2017年欧洲年度风云车评选中位列第二，并荣获2018年Motor Trend年度车型称号。2018年，Giulia获得金圆规工业设计奖。

## 历史
2013年，菲亚特克莱斯勒汽车首席执行官塞尔吉奥·马尔基翁内要求为新一代阿尔法·罗密欧进行全新设计——一款后轮驱动运动轿车以回归品牌本源。他任命前法拉利技术总监、458 Speciale底盘工程师Philippe Krief担任Giulia总工程师，并组建十人团队在两年半内完成Giulia的研发。Krief主导开发了Giulia及其平台——Giorgio，这是阿尔法·罗密欧全新研发的纵置发动机后驱平台。

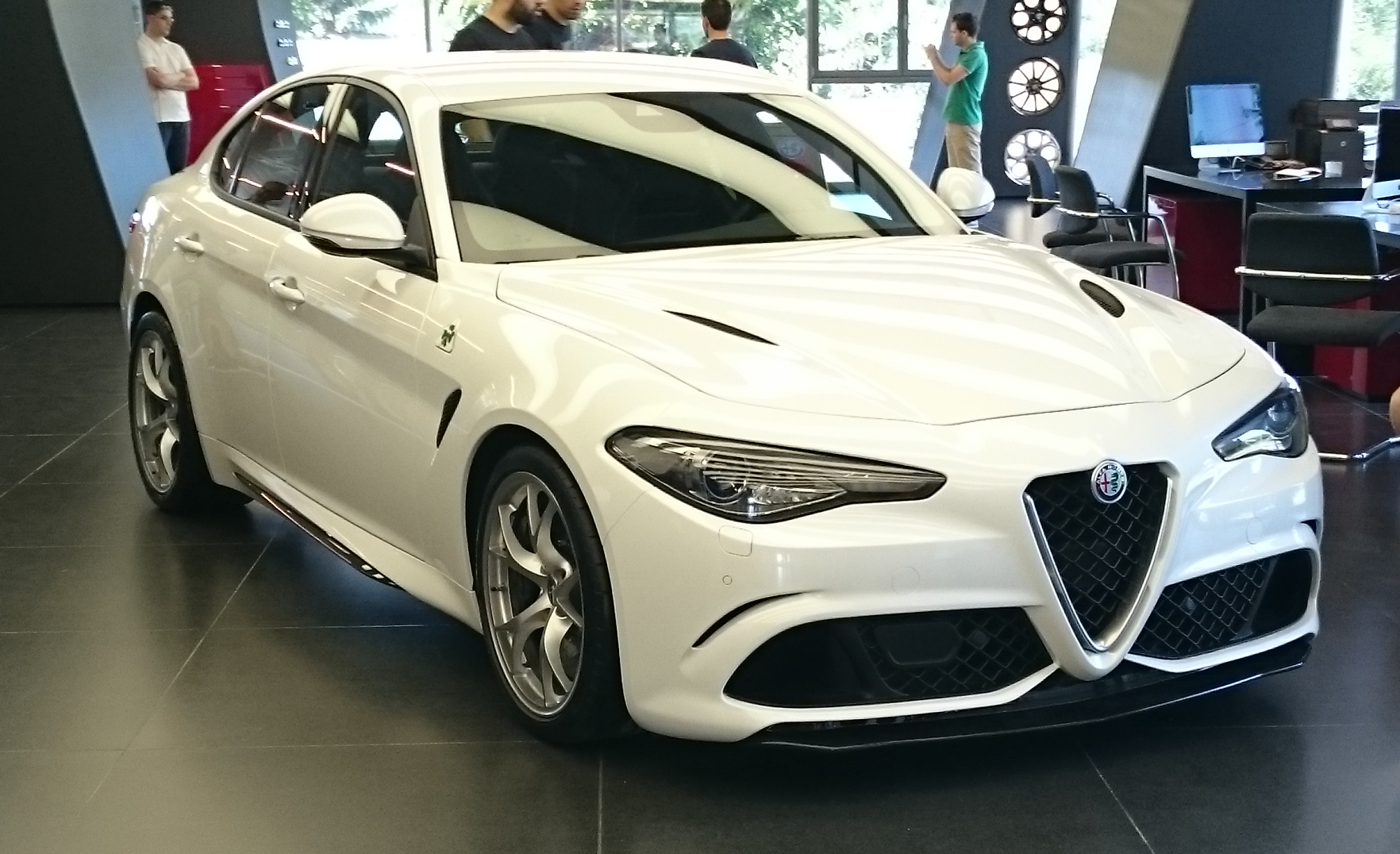
Giulia Quadrifoglio预生产版亮相阿尔法·罗密欧历史博物馆

Marco Tencone领导的都灵菲亚特米拉菲奥里工厂阿尔法·罗密欧设计中心团队负责造型设计，由Lorenzo Ramaciotti监督。因马尔基翁内多次推翻设计方案，Giulia经历了漫长的研发周期和延迟上市。

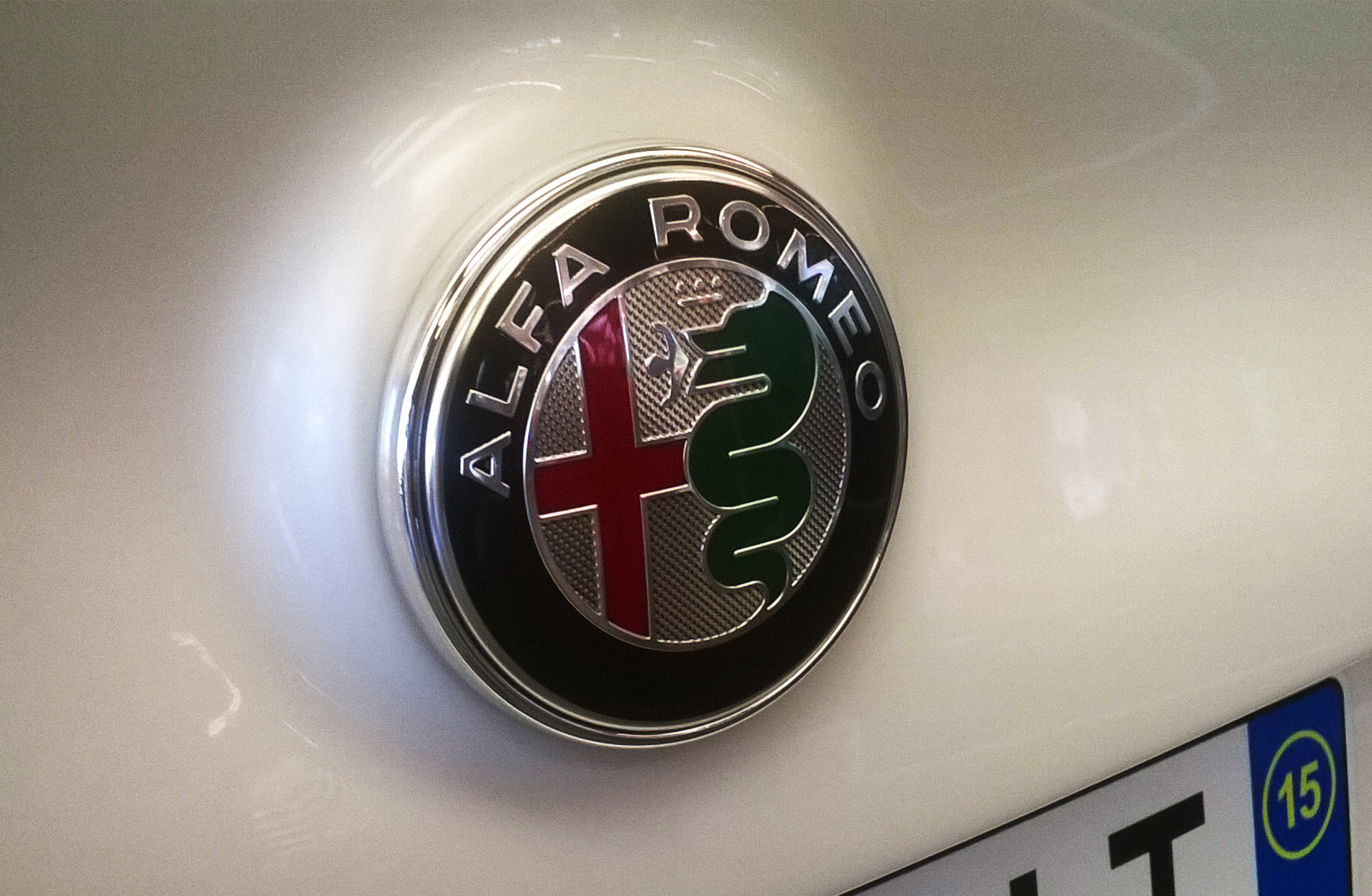
随新Giulia发布的全新品牌标识

2015年6月24日，全新Giulia在阿尔法·罗密欧历史博物馆向媒体揭幕，活动仅展示了顶配四叶草版本，并由意大利男高音安德烈·波切利演唱《今夜无人入睡》。时值品牌105周年庆典，活动同时发布了未来所有阿尔法·罗密欧车型将采用的新版标识，并推出全新品牌口号"La meccanica delle emozioni"（意大利语"感性的机械美学"）。
Giulia是品牌复兴计划的首款车型，该计划投资50亿欧元推出八款新车，目标到2018年实现全球年销量40万辆（2013年仅7.4万辆）。

## 概述

车尾视角

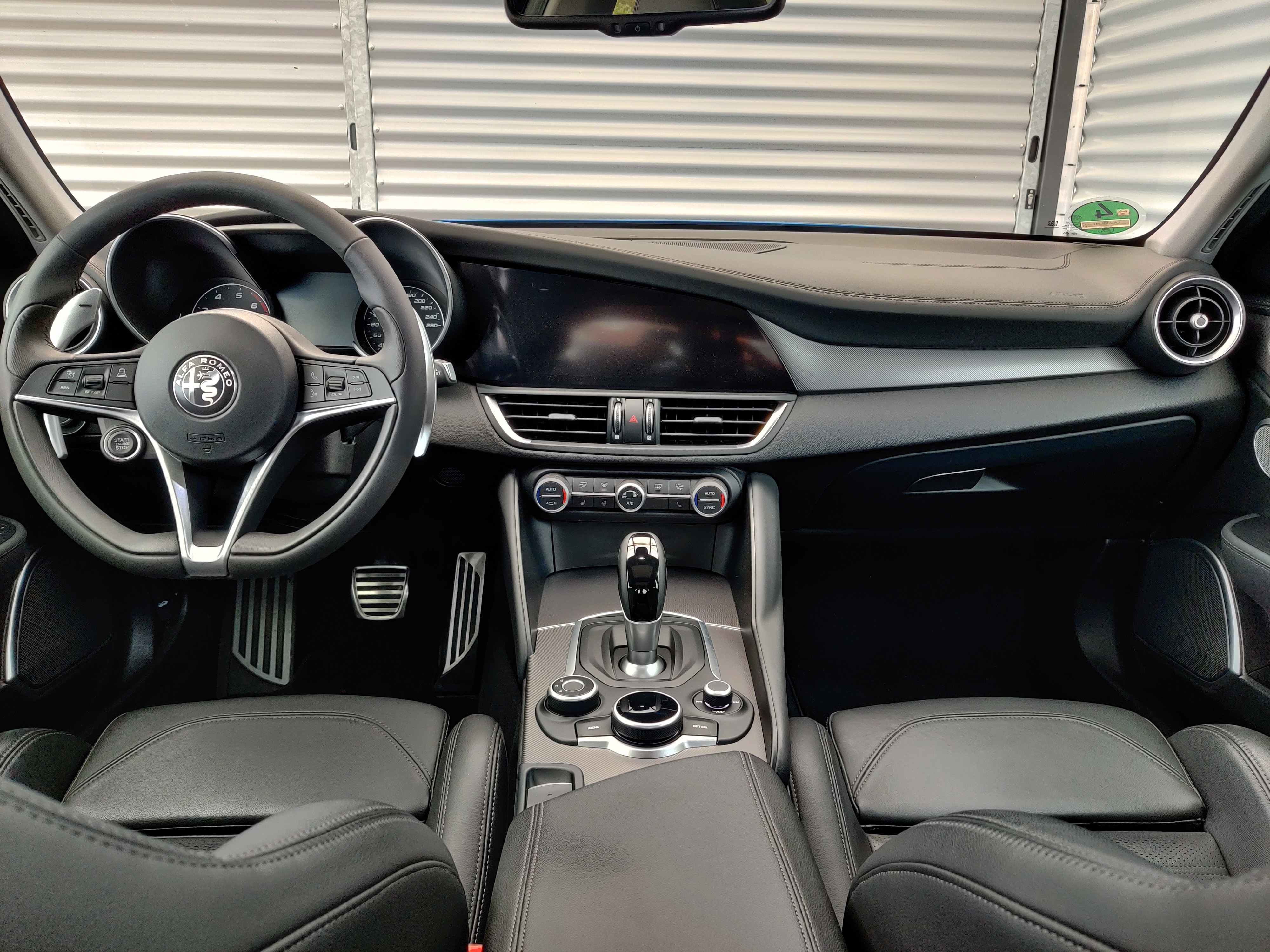
内饰

Giulia有优美流畅的空气动力学造型。采用前置后驱布局，实现前后50:50重量分配。悬架系统为全独立式——前双叉臂半虚拟转向轴，后多连杆结构。全系标配日立制造的碳纤维传动轴，以及铝合金减震塔、悬架部件、前翼子板和车门。非Quadrifoglio版本提供四轮驱动选项。
《卫报》称赞其驾驶体验"令人愉悦"，《星期日泰晤士报》描述道"驾驶乐趣十足。转向灵敏——方向盘从左到右仅需两圈"，并认为选装的碳陶制动系统"调校完美"。《每日电讯报》指出转向"异常迅捷，却无现代转向系统常见的虚假中心感"。《星期日泰晤士报》提到58-公升（13-英制加侖；15-美制加侖）油箱"容量稍显不足"，测试车的2.9升V6引擎"运转平顺且声浪磅礴"。

## 官方网站
- 2025版官方网站